# GNU IceCat
GNU IceCat，原称作GNU IceWeasel，是一个由GNU計劃发布的网络浏览器。IceCat是一个完全的自由软件，是一个Mozilla Firefox的分支。

## 历史
在2007年9月前，GNU IceCat被称作GNU Iceweasel。为了避免与Iceweasel混淆，此后改名为Icecat。